# Villaquejida
Villaquejida ist ein Ort und eine nordspanische Gemeinde mit 803 Einwohnern (Stand: 2024) in der Provinz León und der Region Kastilien-León. Die Gemeinde besteht neben dem gleichnamigen Hauptort aus der Ortschaft Villafer.

## Lage und Klima
Villaquejida liegt etwa 48 Kilometer südlich von León im Nordwesten der Iberischen Meseta in einer Höhe von ca. 720 m. Der Río Esla teilt die Gemeinde von Norden nach Süden. Im Westen der Gemeinde führt die Autovía A-66 nach Zamora.
Das Klima im Winter ist rau, im Sommer dagegen trocken und warm; der spärliche Regen (ca. 499 mm/Jahr) fällt überwiegend im Winterhalbjahr.

## Bevölkerungsentwicklung
| Jahr      | 1970 | 1981 | 1991 | 2001 | 2011 | 2021 |
| Einwohner | 1125 | 1259 | 1176 | 1084 | 976  | 829  |

Aufgrund der durch die Mechanisierung der Landwirtschaft und der Aufgabe von bäuerlichen Kleinbetrieben ausgelösten Landflucht ist die Bevölkerung des Dorfes seit der Mitte des 19. Jahrhunderts kontinuierlich gewachsen.

## Sehenswürdigkeiten
- Marienkirche (Santa María de las Eras)

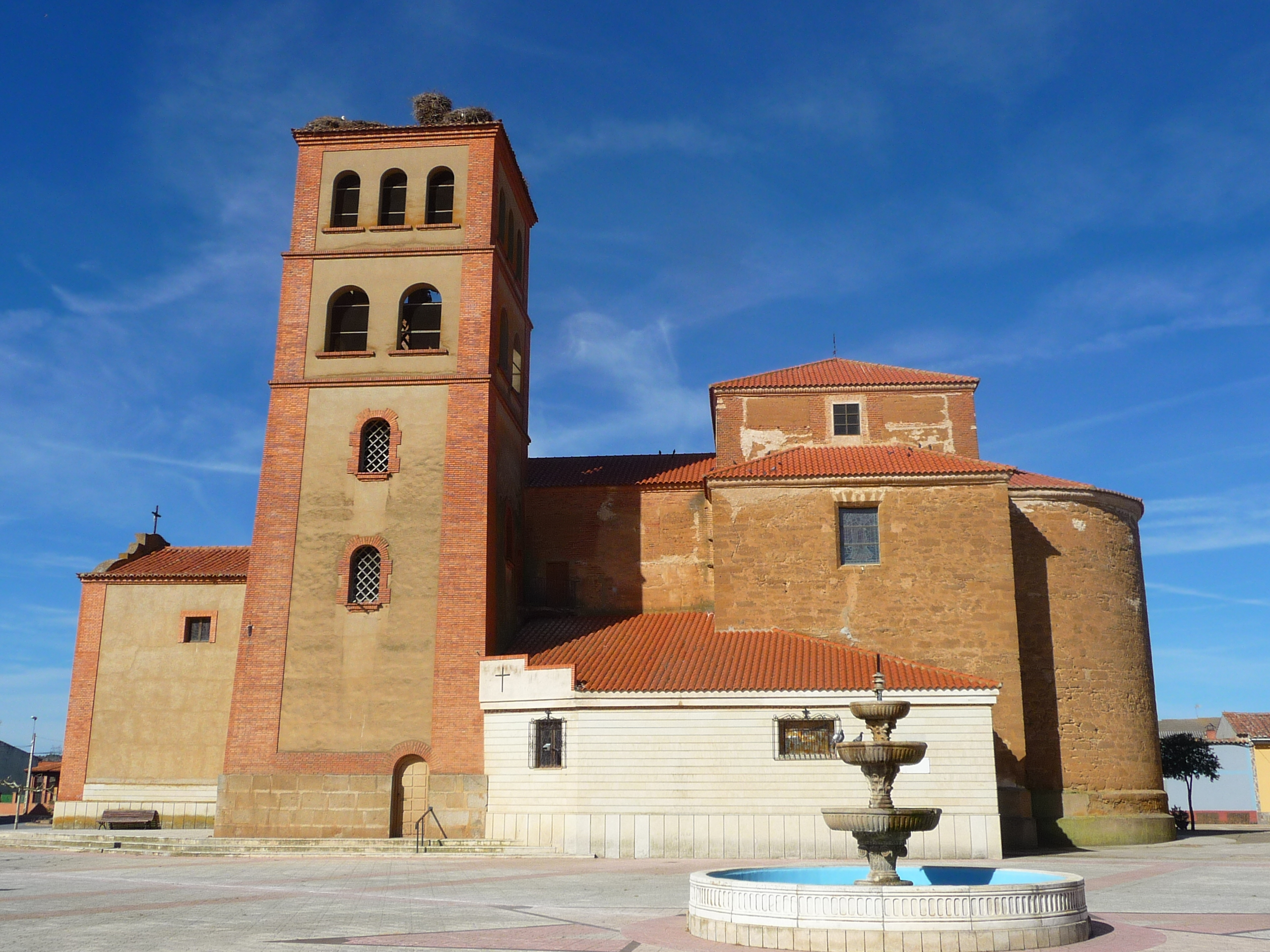
Marienkirche
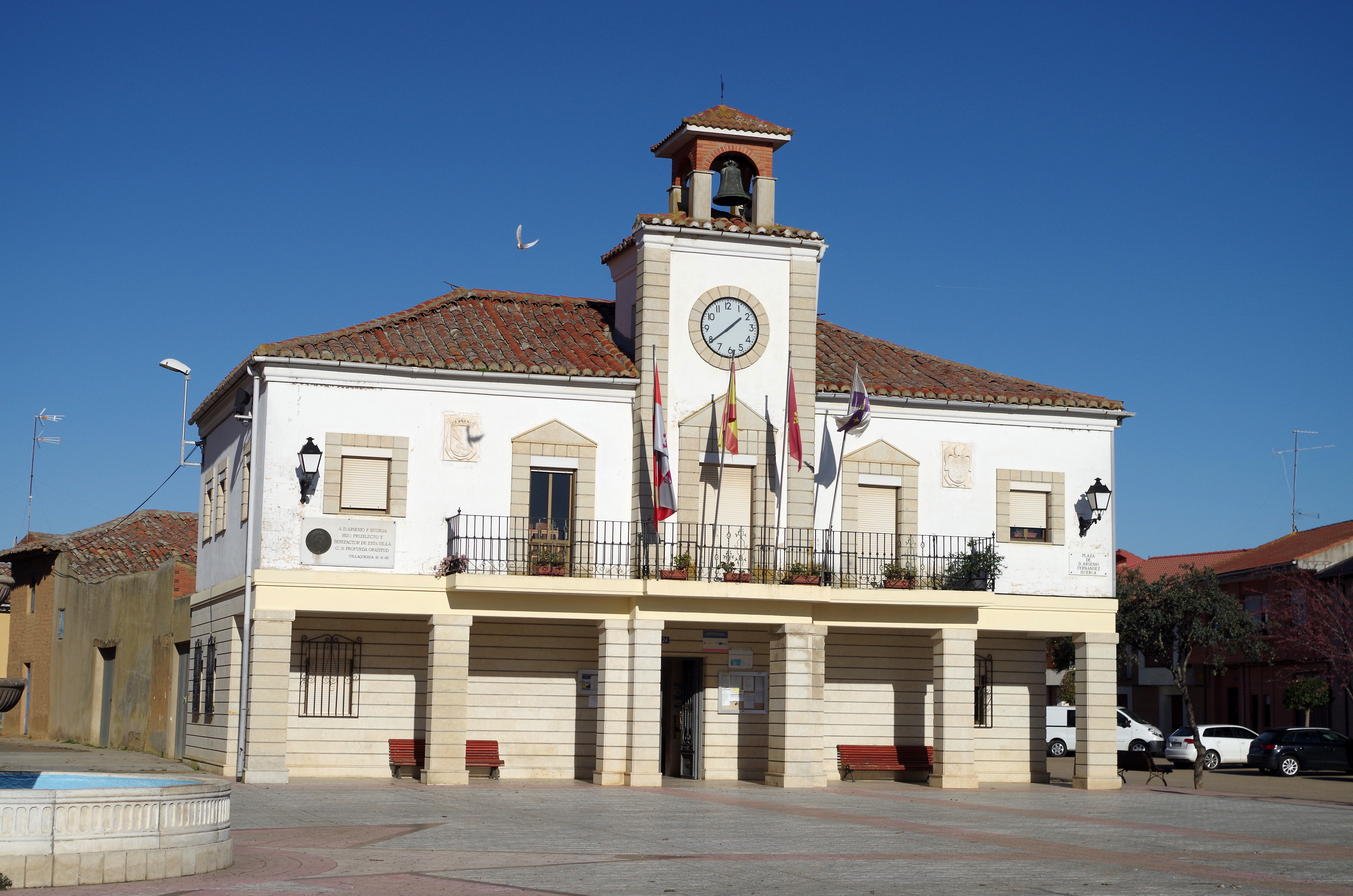
Rathaus

## Persönlichkeiten
- Felipe Antonio Gallego Gorgojo (1892–1959), römisch-katholischer Ordensgeistlicher, Weihbischof in Santo Domingo